# روبين لاسي
روبين لاسي (بالإنجليزية: Rubin Lacey)‏ هو مغني وكاتب أغاني أمريكي، ولد في 2 يناير 1901 في بيلاهاتشي في الولايات المتحدة، وتوفي في 14 نوفمبر 1969 في لانكستر في الولايات المتحدة.

## وصلات خارجية
- روبين لاسي على موقع ميوزك برينز (الإنجليزية)
- روبين لاسي على موقع أول ميوزيك (الإنجليزية)
- روبين لاسي على موقع ديسكوغز (الإنجليزية)